# Hugo de Carvalho Ramos
Hugo de Carvalho Ramos (Vila Boa de Goiás, atual Cidade de Goiás, 21 de maio de 1895 – Rio de Janeiro, 12 de maio de 1921) foi um contista e poeta brasileiro.

## Biografia
Era filho do juiz e poeta Manoel Lopes de Carvalho Ramos e de Mariana Fenelon Ramos. Iniciou seus estudos na cidade natal onde, desde cedo, impressionou seus mestres pelo fascínio demonstrado pela literatura, que o levou a ler os clássicos universais ainda na adolescência. Dentre seus mestres, não deve passar em branco o fato de ter sido aluno da mestre-escola Silvina Ermelinda Xavier de Brito, fase em que conviveu com ilustres colegas tais como Benjamin Vieira, Breno Guimarães, Cora Coralina, Leão Caiado e Vítor de Carvalho Ramos (seu irmão), e outros não menos ilustres.
Ultrapassada a primeira etapa dos estudos, transferiu-se para o Rio de Janeiro, matriculando-se, em 1916, na Faculdade de Ciências Jurídicas e Sociais.
Iniciou-se cedo na carreira literária, escrevendo em prosa e em verso. Sabe-se que alguns de seus contos mais conhecidos foram escritos aos quinze ou dezesseis anos. Em 1917 publicou Tropas e Boiadas, uma coletânea de contos de inspiração sertaneja, que mereceu referências elogiosas da crítica nacional.
Em 1920, estando prestes a concluir o curso jurídico e estando já abatido por crise de depressão, viajou ao interior de Minas Gerais e São Paulo. No ano seguinte, novamente de volta ao Rio de Janeiro, vítima da angústia e da depressão, cometeu suicídio. A 31 de janeiro de 1999, um seleto júri selecionado pelo jornal mais importante do Estado de Goiás, O Popular, de Goiânia, incluiu a sua obra imortal, Tropas e Boiadas (1917), dentre as vinte obras literárias goianas mais importantes do século XX, tendo obtido o primeiro lugar com "10 menções" por parte do júri.

## Obras publicadas
- Tropas e Boiadas (contos). Rio de Janeiro: Revista dos Tribunais, 1917.[2]
- Obras completas de Hugo de Carvalho Ramos. São Paulo: Panorama, 1950, 2 v.